# ÖBB 4090
Die Reihe 4090 der Österreichischen Bundesbahnen (ÖBB) waren elektrische Schmalspur-Triebzüge, die auf der Mariazellerbahn eingesetzt wurden. Im engeren Sinn war 4090 die Bezeichnung der Triebwagen, der Steuerwagen wurde als Reihe 6090 und die Zwischenwagen als Reihe 7090 bezeichnet. Es existierten zwei Garnituren, eine vierteilige mit zwei Triebwägen und eine dreiteilige mit Trieb- und Steuerwagen. Die beiden Garnituren waren als Prototypen vorgesehen, es erfolgte aber keine weitere Bestellung. Der Einsatz im Planverkehr begann 1995 und endete 2013, dazwischen gab es lange Phasen, in denen wegen technischer Probleme und Ersatzteilmangel immer wieder einige Fahrzeuge abgestellt waren.
Im Jahr 2015 wurden alle 7 Fahrzeuge an die Pinzgauer Lokalbahn verkauft. Dort wurde ein Zwischenwagen aufgearbeitet und seit 2017 im Planverkehr eingesetzt. Die drei Triebwagen wurden 2020 verschrottet, die anderen Wagen sind mangels Bedarf nicht umgebaut und abgestellt.

## Geschichte

### Bestellung und Bau
Nachdem die in den Jahren 1909 bis 1914 gebauten Lokomotiven der Reihe 1099 bereits seit 80 Jahren die Züge auf der Mariazellerbahn gezogen hatten und im Personenverkehr nicht mehr zeitgemäße Spantenwagen verwendet wurden (in den 1950er und 1960er Jahren durch den Umbau alter Wagen entstanden), wurde im Jahr 1990 die Beschaffung neuer Fahrzeuge beschlossen.
Es wurden zwei unterschiedlich zusammengestellte Triebwagengarnituren bestellt, für die Gesamtstrecke war eine vierteilige Garnitur mit zwei Triebwägen und zwei Zwischenwägen vorgesehen und eine dreiteilige Garnitur mit einem Triebwagen, einem Steuerwagen und einem Zwischenwagen für den Verkehr auf der Talstrecke von St. Pölten bis Laubenbachmühle. Die von SGP-Verkehrstechnik und Elin gebauten Fahrzeuge wurden im Jahr 1994 nach St. Pölten geliefert und ab 1995 im regulären Verkehr eingesetzt. Ursprünglich trugen die Fahrzeuge folgende Lackierung: NCS 2000 („Mariazeller“-Weiß), RAL 3020 (Verkehrsrot), RAL 7022 (Umbragrau), NCS 6030 Y70R („Mariazeller“-Braun). Das braune Fensterband wurde allerdings kurz nach der Auslieferung entfernt.
Um das durch Tunnel begrenze Lichtraumprofil der Mariazellerbahn optimal zu nutzen, wurden die Seitenwände doppelt gekantet ausgeführt. So konnte die Wagenbreite auf Sitzhöhe gegenüber den bis dahin eingesetzten Fahrzeugen von 2,5 auf 2,65 Meter erhöht werden. Auf diese Weise konnte man vier Sitze nebeneinander anordnen, während in einem Wagen üblicher Breite bei den heutigen Ansprüchen an den Komfort lediglich drei Sitze nebeneinander möglich gewesen wären. Bereits im Jahr 1989 wurde eine Profillehre gebaut, mit der man die gesamte Strecke befuhr. Schon seit damals war bekannt, dass für die neuen Triebwagen im Bereich der Stromabnehmer geringfügige Abschrämmungen erforderlich waren und die Oberleitung örtlich angepasst werden musste. Das liegt in der weicheren Federung begründet, dadurch wankt das Fahrzeug mehr als die alten 1099, was wiederum ein breiteres Schleifstück am Stromabnehmer erforderte.
Für die Sicherheit im Fall eines Brands in einem Tunnel wurden die Fahrzeuge mit Notbremsüberbrückung ausgerüstet, welche es ermöglicht, dass ein Zug auch bei gezogener Notbremse weiterfahren und den Tunnel verlassen kann.
Der Antrieb der Fahrzeuge erfolgte mit Drehstrom-Asynchronmotoren die über elektronische Frequenzumrichter versorgt wurden. Diese Technik war damals noch relativ neu und wenig erprobt, auch andere Fahrzeuge aus dieser Zeit machten im Betrieb Probleme und wurden wie zum Beispiel die Lokomotiven der Baureihe 1014 vor dem Ende ihrer geplanten Einsatzdauer abgestellt. Für die 4090 kam hinzu, dass sich bereits zur Zeit der Inbetriebnahme abzeichnete, dass eine ursprünglich vorgesehene Anschlussbestellung nicht zu erwarten war. Auch befand sich der Hersteller während des Baus der 4090 in der Umstrukturierung von der staatlichen SGP zu einem Teil des privaten Siemens Konzerns, was unter anderem zu langen Lieferzeiten bei Ersatzteilen und generell wenig Engagement zur dauerhaften Problemlösung führte. 
Während einerseits die Antriebstechnik der 4090 sehr modern war, entsprachen die Fahrzeuge mit ihrer hochflurigen und somit nicht barrierefreien Bauweise schon wenige Jahre nach der Inbetriebnahme nicht mehr den Anforderungen im öffentlichen Personenverkehr. Auch das Fehlen einer Klimaanlage in Kombination mit Fenstern, die auf der Mariazellerbahn aus Sicherheitsgründen nur einen kleinen Spalt weit geöffnet werden konnten, war an heißen Tagen problematisch. 

### Zulassung und Einsatz

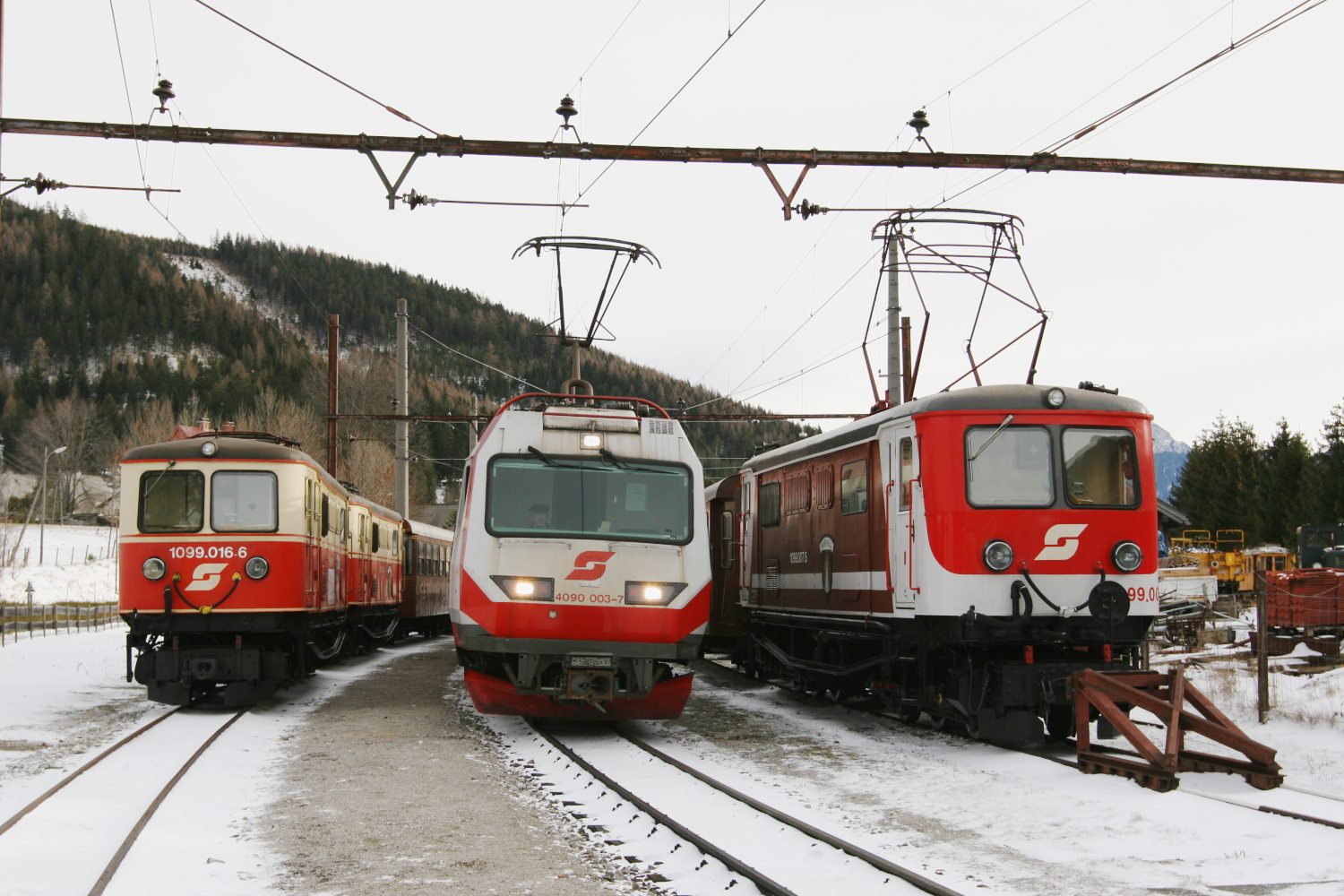
Zwei Generationen elektrischer Triebfahrzeuge in Mariazell

Die Fahrzeuge wurden alle im Laufe des Jahres 1995 für den Verkehr zugelassen. Sie waren ursprünglich für 80 km/h ausgelegt und auch entsprechend mit 88 km/h (Höchstgeschwindigkeit plus 10 Prozent Überschreitung) bei hinreichender Laufruhe Probe gefahren. Die Zulassung erfolgte jedoch für 70 km/h und da die Strecke nicht für diese Geschwindigkeit ertüchtigt wurde, konnte im Planbetrieb lediglich mit maximal 60 km/h gefahren werden.
Nach vielen Anlaufschwierigkeiten bekam man die Probleme einigermaßen in Griff, und die Triebwagen fuhren mehr oder weniger regelmäßig im Planbetrieb. Sie wurden vom Publikum nicht nur wegen der breiteren und bequemeren Sitze, sondern auch wegen des geräumigen Einstieges gut angenommen. Lediglich die aus Sicherheitsgründen wegen der Breite der Fahrzeuge nur einen Spalt zu öffnenden Fenster erfreuten sich auf dieser Panoramastrecke jedoch keiner Beliebtheit.
Der Einsatz beider Garnituren währte nicht allzu lange, weshalb immer wieder die Stellung von Ersatzgarnituren mit Lok und Wagen, später mit Dieseltriebwagen der Reihe 5090 erforderlich war. Schließlich passte man den Umlaufplan an die tatsächlichen Gegebenheiten an, man fuhr nur noch einen Plantag. Eine Zeitlang überlegte man auch den Umbau eines Triebwagens in einen Steuerwagen, um den Mangel an Ersatzteilen zu mindern. Auf diese Weise hätte man zwei dreiteilige Garnituren erhalten, doch wurde dieser Plan nicht verwirklicht, vielmehr wurden alle drei Triebwagen repariert.
Nach einem schweren Getriebeschaden im Sommer 2001 musste der 4090.003 per Kran und Straßentieflader vom Schadensort abtransportiert werden und konnte erst nach fast zwei Jahren wieder in Betrieb genommen werden. Da er vorerst in der dreiteiligen Garnitur den Steuerwagen ersetzte, fuhr diese eine Weile mit zwei Triebköpfen.
Mitte Mai 2004 wurde aber auch der zweite Zwischenwagen wieder eingereiht und der vierteilige Triebzug wieder eingesetzt, in seiner angestammten Zusammensetzung mit den Triebköpfen 4090.002 und 003 und den Zwischenwagen 7090.002 und 003. In dieser Form fuhr die Garnitur aber wieder nur wenige Monate. Da es immer wieder technische Probleme gab und lange Zeit nicht alle Fahrzeuge einsatzfähig waren, stand von Dezember 2004 bis Dezember 2006 nur eine dreiteilige Garnitur zur Verfügung. Ab April 2007 verkehrten für einige Zeit beide Garnituren dreiteilig.
Ab Anfang Oktober 2010 waren, auch wieder nach längeren Ausfällen einiger Fahrzeuge, beide Garnituren im Einsatz, nämlich als 4090.002-9 + 7090.001-4 + 6090.001-6 bzw. 4090.001-1 + 7090.003-0 + 4090.003-7. Der Zwischenwagen 7090.002-2 wurde in der HW St. Pölten abgestellt und diente als Ersatzteilspender. Es wurde über den Umbau zweier Zwischenwagen in Steuerwagen nachgedacht. Auf diese Weise wären aus dem vierteiligen zwei zweiteilige Triebzüge entstanden, welche flexibler einsetzbar gewesen wären und den Einsatz der Reihe 5090 auf der Bergstrecke entbehrlich gemacht hätten.
2013 wurden die beiden Triebzüge nach der Inbetriebnahme der NÖVOG ET 1 bis 9 schlussendlich abgestellt, auch mangels weiterem Bedarf. Auf Initiative von einem Unternehmer aus Waidhofen an der Ybbs gab es Bestrebungen die Triebwägen in Akkumulatortriebwagen umzubauen, um auf der Citybahn Waidhofen die Dieseltriebwagen zu ersetzen.
Im Juli 2015 wurden die Triebköpfe 4090.001 und 4090.003 im Rahmen von Probefahrten noch einmal aufgerüstet und zwischen St. Pölten Alpenbahnhof und Ober-Grafendorf getestet. Nach Auswertung der Daten der Probefahrt und einer Kalkulation der Kosten war aber die Entscheidung gegen eine Instandsetzung und einen weiteren Einsatz als Reservefahrzeuge auf der Mariazellerbahn gefallen.

### Einsatz bei der Pinzgauer Lokalbahn

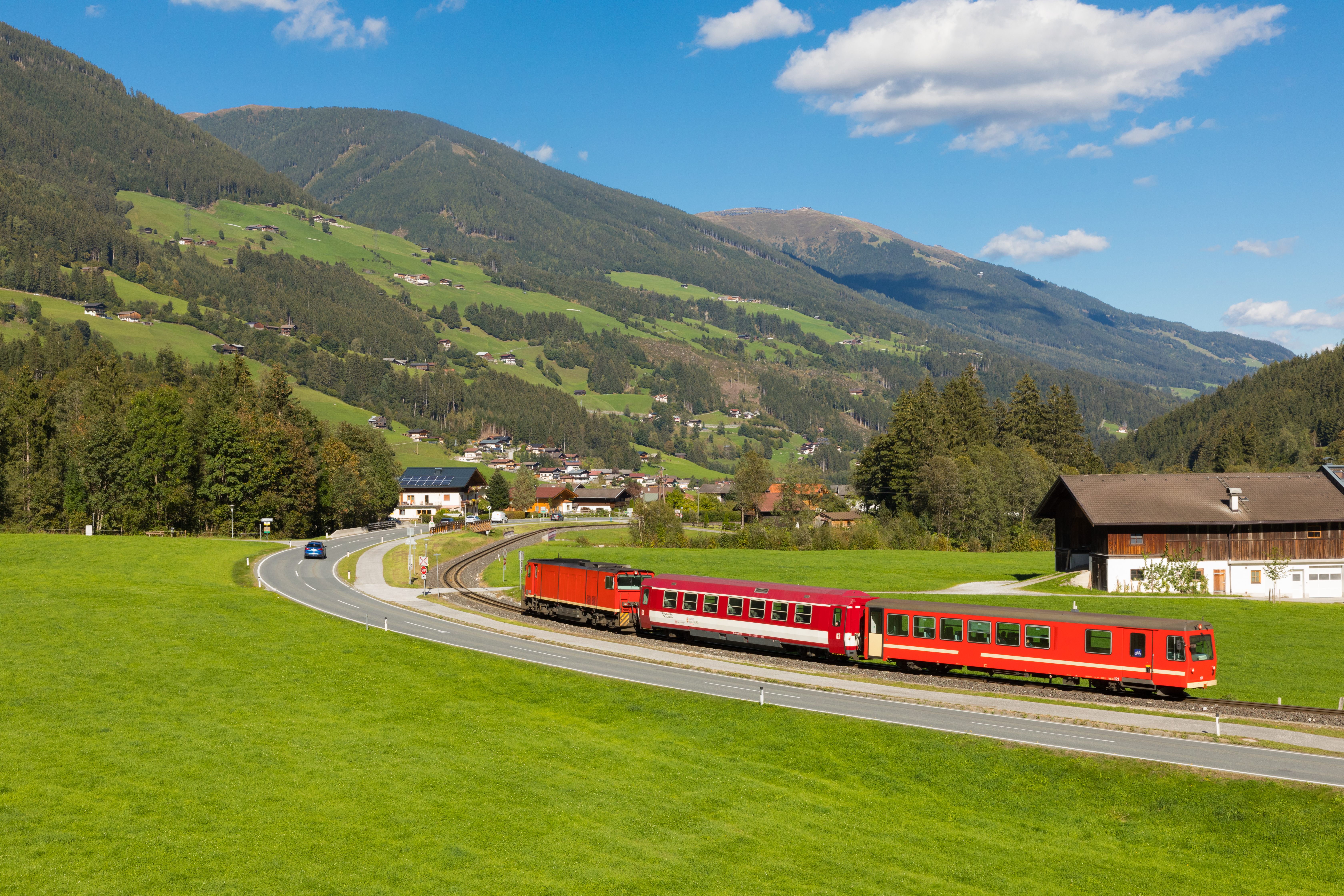
Zwischenwagen VBs 211 (ehemals 7090.001) in einem Wendezug der Pinzgauer Lokalbahn, gemeinsam mit ehemaligen Fahrzeugen der Zillertalbahn (D13 und VS4).

Letztendlich wurden im November 2015 alle 7 Fahrzeuge von der Salzburg AG für die Pinzgauer Lokalbahn erworben. Es war geplant, die Mittel- und den Steuerwagen wieder in Betrieb zu nehmen, um den damals recht knappen Fahrzeugbestand mit Reserven auszustatten. Durch den Ankauf von Fahrzeugen der Zillertalbahn entspannte sich die Lage aber und es wurde nur der ehemalige Zwischenwagen 7090 001 aufgearbeitet. Dieser befindet sich seit 2017 mit der Bezeichnung VBs 211 im Einsatz.

#### Geplanter Erprobungsträger für Wasserstoffbetrieb
Ab dem Jahr 2017 bestand die vage Absicht, einen Teil der Fahrzeuge für den Bau eines Versuchszugs mit Energieversorgung über Wasserstoff-Brennstoffzellen zu verwenden. Dieser sollte auf der Zillertalbahn eingesetzt werden, um das System vor der geplanten Beschaffung neuer Wasserstoffzüge zu erproben. Von Seiten des technischen Vorstands der Zillertalbahn wurde dazu eine kurzfristige Umsetzung des Projekts bei der Firma HET-Verkehrstechnik angefragt, welche zuvor für einen ähnlichen Zweck eine Verschublok der Baureihe 1063 umgebaut hatte. Die Visualisierungen zu diesem Projekt zeigten wahlweise eine vier- oder dreiteilige 4090-Garnitur, bei der die Komponenten für den Wasserstoffantrieb über alle Fahrzeuge verteilt angeordnet worden wären, ähnlich dem späteren Projekt von Stadler. Zu einer konkreten Umsetzung kam es trotz bewilligter Fördermittel jedoch nicht und die Fahrzeuge blieben weiterhin in Tischlerhäusl abgestellt.
Selbst im August 2020 verwendete das Klimaministerium noch immer die Darstellung dieser Triebwagen in einer Meldung zum nie erfolgten Wasserstoff-Testbetrieb. Aber bereits kurz darauf wurden die mittlerweile auch in einem äußerlich schlechten Zustand befindlichen drei Triebwagen im September 2020 von einem Schrotthändler aus Niedernsill zerlegt. Die restlichen beiden Zwischenwagen (7090 002 und 003) und der Steuerwagen befinden sich weiterhin im Depot der Pinzgauer Lokalbahn in Tischlerhäusl betriebsuntauglich abgestellt.